# Polichna Trzecia
Polichna Trzecia (d. Polichna Górna) – wieś w Polsce, położona w województwie lubelskim, w powiecie kraśnickim, w gminie Szastarka.
W latach 1975–1998 Polichna Trzecia administracyjnie należała do województwa tarnobrzeskiego.
Przed 2023 r. miejscowość była częścią wsi Polichna.
Wieś jest sołectwem gminy Szastarka. Na koniec 2021 roku sołectwo liczyło 169 mieszkańców.
Wieś jest siedzibą rzymskokatolickiej parafii św. Jana Marii Vianneya w Polichnie.